# Canta con Cómplices al rescate
Canta con Cómplices al Rescate es un álbum recopilatorio de pistas musicales de la telenovela Cómplices al rescate.

## Información
Canta con Cómplices al Rescate fue lanzado el 5 de junio de 2002 bajo el sello discográfico Sony BMG.
El disco contiene 12 pistas, de los temas más populares de la telenovela, la mitad de las canciones son del género pop del disco Cómplices al rescate: Silvana, y las otras 6 son de género grupero del disco Cómplices al rescate: Mariana, de Belinda.

## Canciones
| N.º | Título                                 |
| --- | -------------------------------------- |
| 01. | Cómplices Al Rescate                   |
| 02. | Esas Pequeñas Cosas                    |
| 03. | Superstar                              |
| 04. | Al Rescate ¡Ya!                        |
| 05. | Mi Gran Amigo                          |
| 06. | Juntos                                 |
| 07. | Cómplices Al Rescate (Versión Grupera) |
| 08. | Sácame A Bailar                        |
| 09. | El Baile Del Sapito                    |
| 10. | Por Tu Amor                            |
| 11. | Por Ellas                              |
| 12. | Volver A Casa                          |